# Parafia wojskowa św. Józefa w Nowym Glinniku
Parafia wojskowa pw. Świętego Józefa w Nowym Glinniku-Osiedlu znajduje się w Dekanacie Wojsk Lądowych Ordynariatu Polowego Wojska Polskiego (do roku 2012 parafia należała do Krakowskiego Dekanatu Wojskowego).  Obsługiwana przez księży diecezjalnych. Erygowana 27 sierpnia 1999. 

## Proboszczowie parafii
- ks. prał. mjr Wiesław Okoń  (2004-2012)
- ks. ppłk Piotr Majka  (2012 -2016 )